# 梅勒于
梅勒于（挪威語：Meløy）是挪威諾爾蘭郡的一個市镇，行政中心为厄尔内斯村。市镇面积为873.84平方公里，2023年人口数量为6,212人。